# 휴가나다

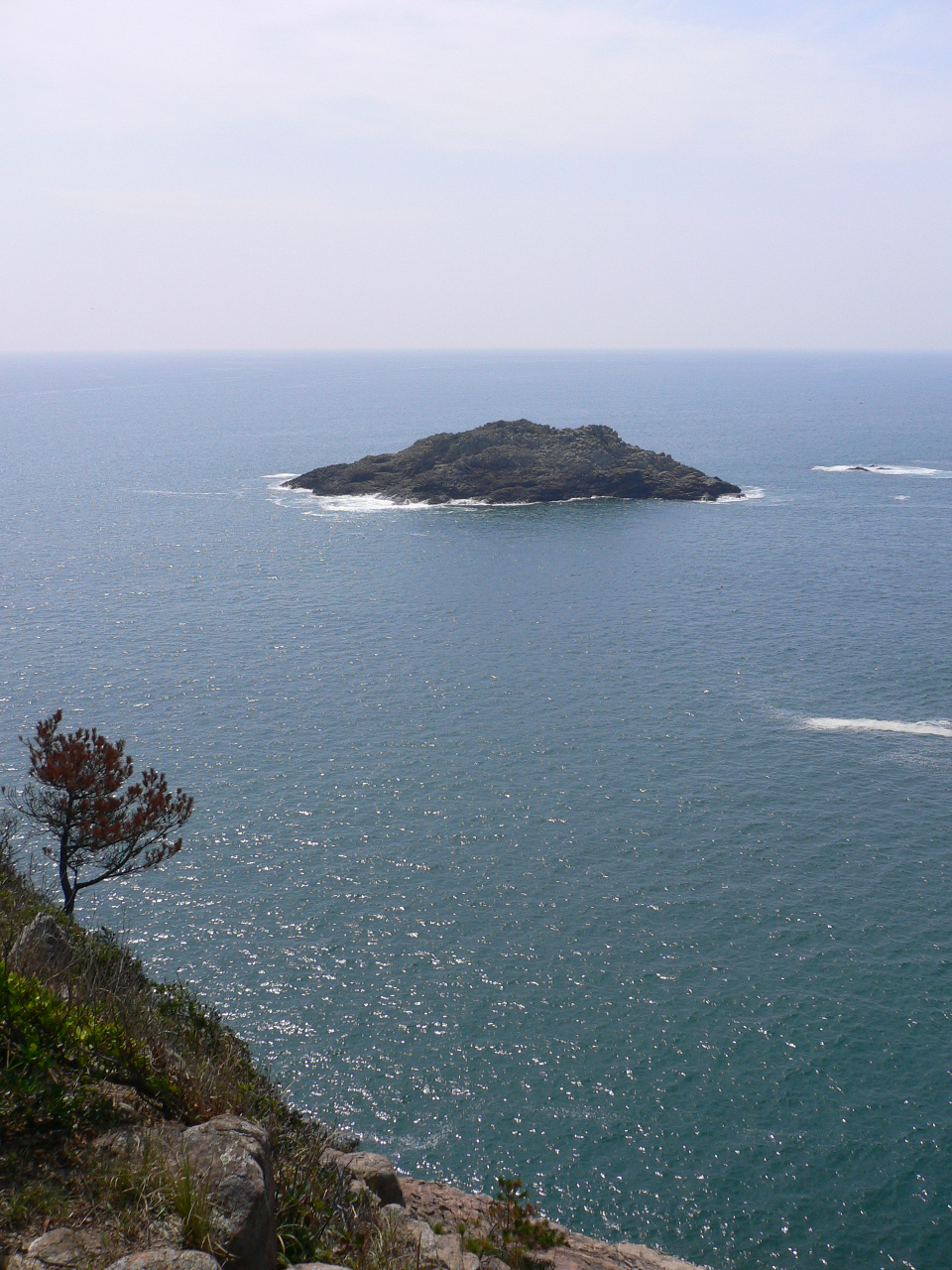
일본 미야자키현 휴가시에서 촬영한 휴가나다의 모습.

휴가나다(일본어: 日向灘 ひゅうがなだ[*])는 서북태평양 필리핀해에 속한 해역으로 일본 미야자키현 동부 해역을 의미한다. 일본 해상보안청이 발간하는 수로지도에서는 일본 미야자키현 남단 도이노미사키곶에서부터 오이타현 사이키시 쓰루미사키 사이 해역으로 정의하고 있다.

## 같이 보기
- 난카이 해곡
- 휴가나다 지진